# Jayne Atkinson
Jayne Atkinson (Bournemouth, 18 februari 1959) is een Brits toneel-, film- en televisieactrice. Ze is twee genomineerd voor een Tony Award voor beste actrice in een toneelstuk, in 2000 voor haar rol in Enchanted April, en in 2003 voor The Rainmaker. Atkinson is getrouwd met acteur Michel Gill, met wie ze een zoon heeft, Jeremy. Ze is de peetmoeder van Riley Sexton en goede vrienden met actrice en regisseur Hope Fitzgerald.

## Filmografie
- 24 (2006-2007) - Karen Hayes
- 12 and Holding (2006) - Ashley Carges
- Syriana (2005) - Division Chief
- The Village (2004) - Tabitha Walker
- Free Willy 2: The Adventure Home (1997) - Annie Greenwood
- Blank Check (1994) - Sandra Waters
- Free Willy (1993) - Annie Greenwood
- Criminal Minds (2006-2013) - Erin Strauss
- Revenge for Jolly! (2012) - Receptioniste
- House of Cards (2013-heden) - Catherine Durant